# Kincseshomok
Kincseshomok vagy Homok (ukránul: Холмок [Holmok]) falu Ukrajnában, Kárpátalján, az Ungvári járásban.

## Fekvése
Kincseshomok Ungvártól 7 km-re délre fekszík.

## Nevének eredete
A talaj fajtájára utaló magyar homok főnévből keletkezett. Az ukrán, orosz Holmok a magyarból való.

## Története
Kincseshomok első írásos említése 1288-ból származik: egy késő Árpád-kori oklevélben „Hunky” néven szerepel a falu, mint a Baksa nemzetség tulajdona. A XIV. század elején az egri káptalan előtt tartott birtokosztáskor a Bocskay családé lett. 1358-ban „Homuk”, 1366-ban „Humuk” formában említik. 1367-ben már a Homoky család tulajdona volt. 1427-ben „Homok” néven találjuk.
A 15. században épült fel római katolikus temploma. 1479-ben királyi adományból a Huszti családé lett. Ez idő tájt az Odvariak is bírtak itt földekkel, majd a későbbiek során több nemes család is szerzett itt birtokot (a Somodyak, Korláthok, Bácskaiak, Zalaiak, Ilosvayak stb.). A 16–18. század folyamán az állandó hadiállapot szülte veszélyek miatt birtokosai gyakran változtak.
Egy 1552-ből származó összeírás szerint a települést német–szász katonák teljesen felégették. 1599-ben 19 házból állt, ugyanennyi családdal. 1612-ben Homonnay István magvaszakadta után Ung vármegyei birtokait – Homokot és Konczházát, melyeket Homonnai Drugeth György kért adományba – a nádor Csuty Gáspárnak és Paxy Miklósnak adta.
A 18. század végén Vályi András így ír róla: „HOMOK. Magyar falu Ungvár Várm. földes Urai több Uraságok, lakosai katolikusok, és reformátusok, fekszik Ungvárhoz közel, Kis Rátnak filiája, határja jó, vagyonnyai külömbfélék.”
1830-ban 60 lakóházat számlált, és már 368-an lakták. Az írások megemlítik, hogy ekkor római katolikus temploma és zsinagógája is volt.
Fényes Elek 1851-ben kiadott geográfiai szótárában így ír a faluról: „Homok, magyar-orosz f., Ungh vmegyében, ut. p. Unghvárhoz délre egy mfdnyire; 142 római, 107 g. kath., 156 ref., 18 zsidó lak. F. u. Tahy, Kállay, Homoky, s m.”
A trianoni békéig Ung vármegye Ungvári járásához tartozott. 1920-tól Csehszlovákia, 1938-tól ismét Magyarország, 1945-től a Szovjetunió, 1991-től Ukrajna része lett.
Polgármestere 2007-ben Danilo Volodimir volt. 2020-ig közigazgatásilag hozzá tartozott Ketergény, Koncháza és Minaj.

## Népesség
- 1599 – 19 család
- 1830 – 368 fő
- 1851 – 423 fő
- 1869 – 470 fő
- 1880 – 420 fő
- 1890 – 413 fő
- 1900 – 530 fő
- 1910 – 541 fő, túlnyomórészt magyarok
- 1940 – 630 főnyi lakosából 601 magyar, 14 rutén, 8 szlovák, 1 német, 6 egyéb; ebből 290 római, 141 görögkatolikus, 128 református, 64 izraelita, 6 görögkeleti, 1 evangélikus
- 1944 – 338 fő
- 1969 – 1083 fő
- 1982 – 1184 fő
- 1989 – 1140 fő, ebből 540 magyar

1945, a Szovjetunióhoz történő csatolás után a helyi magyarság kisebbségbe szorult a felülről szervezett betelepítések révén, valamint Ungvár közelségének hatására a mai napig sok ukrán, ruszin telepedik le a faluban.

| 2001 | 1 179 |

A népesség anyanyelv szerinti megoszlása a teljes népesség %-ában (2001)

## Gazdaság
Bár egyre inkább városiasodik a település, a helyiek többsége a háztáji gazdaságban zöldséget, burgonyát termel. A gazdák egy része tejelő jószágot tart, sertést hízlal. Néhány család virágtermesztésre szakosodott. A lakosság jelentős része ingázik Homok és Ungvár között. Néhány évvel ezelőtt szálloda nyílt a község központjában.

## Közlekedés
A településen keresztülhalad az Ungvár–Csap országút, és mellette halad el a Csap–Ungvár–Szambir–Lviv-vasútvonal.

## Kultúra

### Oktatás
A csehszlovák időben, és az 1938-as visszacsatolás után magyar tannyelvű népiskolája volt a községnek, 3 osztállyal, 3 tanítóval. Emellett a csehszlovák időszakban rövid ideig cseh iskola is működött a faluban, majd a második világháború után megnyílt az ukrán elemi iskola is. A magyar elemi iskolát 1957-ben általános iskolává bővítették. 1970-ben összevonták a magyar és ukrán intézményeket. Jelenleg a Kincseshomoki Általános Iskolában magyar tannyelvű 9 osztályos, általános és ukrán tannyelvű 4 osztályos, elemi oktatás folyik. A legtöbb diák Ungváron vagy Koncházán fejezi be tanulmányait.

### Társadalmi szervezetek
A Kárpátaljai Magyar Kulturális Szövetség kincseshomoki szervezete 1991-ben alakult meg, 100 taggal.

## Emlékhelyei, nevezetességei
- Római katolikus templomát még a XV. században emelték gótikus stílusban, és Keresztelő Szent János tiszteletére szentelték fel. A XVI. században, a falut elpusztító tűzvészben megrongálódott, a 18. században újjáépítették. Mai tornyát 1841-ben kapta.
- A homokiak néhány évvel ezelőtt a temetőkertben emlékművet állítottak a második világháborúban elesett és a sztálini lágerekben elpusztult falubelijeiknek.

## A községi tanács címe
- magyarul: 89422 Kincseshomok, Szvoboda út 50.
- ukránul: 89422, с. Холмок, вул. Свободи, 50
- Polgármesteri hivatal telefonszáma: (+380-31-22) 72-33-86

## Neves személyek
- Itt tanult Csomár Zoltán (1906-1991) református lelkész, középiskolai tanár, egyházi író, helytörténész.
- Itt szolgált Marosi Izidor (1916-2003) római katolikus pap, váci segéd-, majd megyés püspök.